# 小林製薬紅麹サプリメント問題
小林製薬紅麹サプリメント問題（こばやしせいやくべにこうじサプリメントもんだい）は、2024年（令和6年）3月22日に発覚した、日本の製薬会社である小林製薬の製造した紅麹を原料とするサプリメントが原因と疑われる健康被害事件。サプリメント摂取との関連が疑われる死者が報告されるなど多数の健康被害を出した。

## 概要
悪玉コレステロールを下げる効果をうたい「紅麹コレステヘルプ」など機能性表示食品として国に届け出た3商品を摂取した消費者らの入院者数は240人以上、相談件数は延べ94,000件（2024年4月18日現在）となった。有毒・有害な物質が含まれている疑いがあるとして食品衛生法に基づき回収が命じられた。同社の紅麹原料は他社にも供給され、菓子やパン、酒、味噌などに使われており、問題が拡大した。さらに、被害は紅麹原料を使った製品が販売されていた台湾に拡大し、3月31日に衛生福利部食品薬物管理署から得た情報として6件の急性腎不全などの健康被害が報告された。食品薬物管理署は、約100の業者が原料や、これを使った製品の自主回収などを行ったとされる。
小林製薬によれば、サプリに使われた紅麹原料の一部から想定外の物質が見つかった。2023年9月以降に生産された製品を摂取した消費者に健康被害が多いとされるが、特定時期だけの問題なのかどうかは不明。問題となった原料は、同社大阪工場（老朽化のため2023年12月末で閉鎖）のほか、子会社の梅丹本舗紀の川工場で生産されていたが、工場の違いの影響も不明である。
2024年6月28日、厚生労働省はサプリ服用との関連が疑われる死者が新たに76人判明し、またすでに公表された5人のうち1人がサプリを服用していなかったと公表した。2024年4月以降、小林製薬はサプリ服用と因果関係が疑われる死者数を5人と公表し続けており、死者数に関して毎日厚生労働省に報告が行われていたが、小林製薬の独断により死者数の更新がまったく行われていなかったため、同年6月13日に厚生労働省側が再度問い合わせたことにより判明した。
小林製薬には2024年6月28日までに家族が死亡したという遺族からの問い合わせが170件寄せられていた。このうち製品を摂取後に死亡したのは76件で、91件はサプリ自体を摂取しておらず、別の3件はサプリ摂取と死亡との間に因果関係はないと医師が判断している。因果関係が疑われる死亡例76件の中には、直接的な死亡原因が腎関連疾患のものの他にも、その他の疾患（癌、脳梗塞、肺炎、大動脈解離など）によるものもあるとされ、またプベルル酸の含有可能性を認識している特定ロットの製造時期よりも前に死亡したケースも除外されていないため、事実関係が調査されている。

## 原因
2024年6月現在、原因究明には至っていないが、以下の経緯により2023年6月から8月にかけて製造され、健康被害が確認されているロット内からプベルル酸および、サプリの有効成分として含まれていたロバスタチン（モナコリンK）と基本骨格が類似する2種類の未知の化合物が含まれていたことが判明している。また、プベルル酸が腎障害を引き起こすことが動物実験で確認されている。
3月29日、厚生労働省は小林製薬より、健康被害が確認された人が摂取していた製品を製造したロットで有害な物質と考えられる「未知の物質」がプベルル酸である可能性の報告を受けたと発表したが、29日現在、腎疾患との関係と混入源は確認が取れていない。

3月29日になり、「未知の物質」がプベルル酸である可能性が浮上

麹の製造に使われるカビを総称して「麹菌」と称されるが、麹菌は分類上いくつかの菌種に分かれており、日本で多く使用されるのは、「アスペルギルス属」に分類される「アスペルギルスオリゼー」という種類で、日本酒や醤油、味噌、味醂、甘酒などに使われてており、健康被害の報告はない。対して、紅麹菌が属するのは「モナスカス属」に分類される菌種で、中国や台湾の腐乳や、米を紅麹で発酵させてつくる紅老酒、紅露酒などに使用される。紅麹菌の中には「シトリニン」というカビ毒を作るものもあり、腎臓の病気を引き起こすおそれがあることが判明しているが、同製品はシトリニンを合成する遺伝子がない紅麹菌を使用しており、事実、「シトリニン」は検出されなかった。3月29日になり、「未知の物質」がプベルル酸である可能性が浮上した。
NHKが当該商品を摂取し体調不良を訴えて受診した女性患者の治療にあたった医師を取材したところ、患者に腎臓機能が低下し、筋力低下や倦怠感などを引き起こすファンコニー症候群と見られる症状が確認されたという。女性は腎臓の病気も含めて持病はなく、コレステロールの値を低下させたいと、2023年9月から当該商品の摂取を始めており、翌年1月中旬までほぼ毎日摂取していたところ、倦怠感や筋肉痛などの症状が出たとして医療機関を受診、摂取を止め入院治療を受けて機能は回復傾向にあるものの、4月の段階でも通院治療が必要となっている。また、日本腎臓学会が医師に対する調査の結果、4月4日時点で「紅麹コレステヘルプ」などを摂取した95人の健康被害が報告され、大半の患者がファンコニー症候群とみられる症状であり、4分の3ほどの患者がサプリの服用の中止のみで症状が改善したと公表している。
紅麹は元々腎機能障害を起こすリスクがあることが海外では常識で、2010年代から販売禁止措置や安全性の注意喚起が実施されており、スイスでは販売が違法、フランス、EUは安全性の懸念を表明し、ドイツでは摂取しないよう注意喚起が出され、台湾では「慢性疾患がある場合は服用前に医療機関に相談するよう」勧告されている。谷口恭医師は紅麹の主成分はモナコリンKと呼ばれる物質で、これはコレステロールを下げる薬「ロバスタチン」と同成分で日本では承認されていないが、海外ではコレステロール降下薬として処方されており、他のスタチン製剤と同様、腎機能障害をはじめ副作用が時々起こることがあり、重症化することもある。妊婦は絶対に内服してはならない薬である。効果及び安全性は医薬品と同等であり、スタチンの内服が必要なら、安全性が確立されていて値段も安く保険も使える医薬品のスタチンを使うべきと説明している。
シトリニンやプベルル酸が健康被害の原因とする、検証が容易でない説がある一方で、TBSテレビの「報道特集」の取材では、問題を起こしたロットを昭和大学薬学部・佐藤均教授の研究室で製造番号H306を分析したところ、プベルル酸であるかは標品が無いことから特定には至っていないが、問題が報告されていない2022年に製造された製造番号A201の製品に対してクロマトグラムのピークが5倍であった可能性が指摘されている。
なお、ロバスタチンとモナコリンKは発見された経緯が異なるだけで同一の物質である。
2024年5月28日に、厚生労働省および国立医薬品食品衛生研究所は、健康被害が確認された該当ロットの培養ロットにプベルル酸およびロバタスチン（モナコリンK）に類似した未知の化合物Y（化学式C
28H
42O
8）と化合物Z（化学式C
28H
34O
7）が検出され、モナコリンKを青カビが修飾することにより生成されたこと、また大阪工場と和歌山工場から検出された青カビにプベルル酸が含まれ、プベルル酸は紅麹菌の米培地を栄養源として産生した可能性があること、青カビは紅麹の培養段階で、工場内で混入した可能性があることを公表した。
一方、海外向けでは厳しい品質管理を行っていた。
大阪市の立ち入り検査では濃度を高めるために通常の3倍の50日間の培養期間を採用していたことも判明。
また、他の報道では2023年4月に原料生産にあたって衛生管理上の問題があったことが報じられた。

### プベルル酸
健康被害のあった紅麹は大阪工場で作られた。商品から検出された未知の物質は青カビ由来の「プベルル酸」であることが判明したが、プベルル酸に関する研究論文は6件しかないほどで研究がほとんど進んでいなかった。紅麹を製造する企業の話では、紅麹菌は他の菌と比較して非常にデリケートで雑菌が入りやすく、衛生管理の徹底が重要であると証言するほか、小林製薬は成分濃度を高めるために通常の3倍以上の培養期間を設けるなど独自の製造法をとっていたことが判明。琉球大学の立花信二郎教授は、長く培養すると水分を足すなど手を加えるため、温度・水分管理が難しくなる。手入れが増えることで汚染リスクが増えると指摘。園田学園女子大学の渡辺敏郎教授は、老朽化した工場特有のタンクの亀裂などにより水が入るなどの危険性があり、また青カビが混入しても、紅麹が発生した後では気付かない可能性が高いと指摘。4月19日にはプベルル酸以外に通常は入っていない複数の物質も確認された。2024年10月には金沢大学と日機装の共同で実験が行われて、世界で初めて近位尿細管上皮細胞の細胞死誘導によるプベルル酸の腎毒性がある事が判明した。

## 主な回収商品一覧
| 企業     | 商品                                                                                       | 対応開始日     |
| -------- | ------------------------------------------------------------------------------------------ | -------------- |
| 小林製薬 | 「紅麹コレステヘルプ」 「ナイシヘルプ＋コレステロール」 「ナットウキナーゼさらさら粒GOLD」 | 2024年 3月22日 |

| 企業                      | 商品                                                                                    | 対応開始日     |
| ------------------------- | --------------------------------------------------------------------------------------- | -------------- |
| ZERO PLUS                 | 「悪玉コレステロールを下げるのに役立つ 濃厚チーズせんべい」                             | 2024年 3月22日 |
| 海洋食品                  | 「豆腐よう」                                                                            | 2024年 3月22日 |
| パンのカワバタ            | 「いのちのパン（紅麹パン）」                                                            | 2024年 3月22日 |
| 金谷ホテルベーカリー      | 「金谷ホテルベーカリーブランド」 「いちごブレッド」 「いちごロール」 「春のあんぱん」   | 2024年 3月22日 |
| 戸倉商事                  | 「紅麹粉末 1P-D・K」 「紅麹粉末 3P-D1」                                                 | 2024年 3月22日 |
| 宝酒造                    | 「松竹梅白壁蔵「澪」PREMIUM 〈ROSE〉750ml」 「松竹梅白壁蔵「澪」PREMIUM 〈ROSE〉300ml」 | 2024年 3月23日 |
| ミニストップ              | 「直火焼辛口牛ホルモン」                                                                | 2024年 4月2日  |
| QVCジャパン               | 「レビジューさくら柳田酵母 プラス」                                                     | 2024年 4月4日  |
| 社会福祉法人 京都育成の会 | 「焼き菓子：Four Seasons」                                                              | 2024年 4月4日  |
| トムズ                    | 「スーパーミネコ」                                                                      | 2024年 4月10日 |
| 日新薬品工業              | 「トリプルメガサポートPREMIUM」                                                         | 2024年 4月15日 |
| フレンド                  | 「紅麹」                                                                                | 2024年 4月16日 |

詳しくは消費者庁「リコール情報サイト」を参照のこと。

## 症例
入院患者を診察した市立東大阪医療センター腎臓内科医師・藤村龍太によると、被害者に共通する症状は、尿細管に障害が強く残り、かさぶた状になり、慢性疲労、食欲不振、嘔吐、頻尿などの自覚症状があり、腎臓に関する検査数値が極端に悪化するなどファンコニー症候群が見られた。

## 安全管理
厚生労働省は、全工場で全工程を点検・記録するGMP認証を推奨していたが、医薬品では義務付けがあるものの、健康食品での義務付けはなく、「企業努力」のレベルである。GMP認証を取得した場合、毎年外部のチェックを受けなければならず、GMP認証がない小林製薬が第三者がチェックする機会はなかった。自主回収のガイドラインでは、小林製薬では因果関係がある程度見えるまでは、回収はしない方針をとっていた。

## 経緯
- 2024年
  - 1月15日、最初の症例が報告される[14]。
  - 3月22日、問題が発覚[27]。利用者13人に腎疾患、浮腫、倦怠感などの健康被害を確認。紅麹のサプリメントの使用中止を呼び掛け、関連5製品の自主回収を開始。6人が入院[28]。
  - 3月25日、別に2人が入院していたことが判明[28]。
  - 3月26日、小林製薬は、約3年間継続して紅麹の成分を含む健康食品を摂取していたとみられる1人が、腎疾患で2月に死亡していたと発表。さらに厚生労働省は同日、同社へのヒアリングの結果、別の1人の死亡事例を明らかにした[14]。
  - 3月28日、さらに2人の死亡が明らかになり、死者は4人となる[14]。
  - 3月29日、「未知の物質」がプベルル酸である可能性が浮上[14]。
  - 3月30・31日、原料を生産した小林製薬大阪工場ならびに梅丹本舗紀の川工場に対し、厚生労働省他による立入検査を実施[7]。
  - 4月3日、大阪市が本事件の対策本部を設置、また調査チームを発足させることを発表。[29]
  - 4月9日、日本腎臓学会の調査で、これまでに報告された大半の患者で腎臓の尿細管機能に障害が出る、ファンコニー症候群がみられたことが分かった。また同学会の調査により4日時点で「紅麹コレステヘルプ」による健康被害は95人と発覚した。[30]
  - 5月28日、厚生労働省は、国立医薬品食品衛生研究所と大阪健康安全基盤研究所の調査により、プベルル酸や紅麹サプリをラットに投与すると、腎臓尿細管の壊死を引き起こすことを明らかにした[31][32]。ただし、厚生労働省の担当者は、「プベルル酸が原因とは断定できない」としている[31]。
  - 6月30日、日本腎臓学会は、サプリ摂取後に医療機関を受診した患者206人の分析結果を発表した。治療後の経過を確認できた105人のうち、依然として8割超の患者で腎臓の機能低下が続いていることが明らかになった[33]。
  - 9月27日、台湾の消費者保護協会や消費者55人が小林製薬の台湾法人や輸入業者などを相手取り、慰謝料や医療費など計1億6800万台湾ドル（約7億6千万円）を求めて台北地裁に集団提訴した[34]。
  - 10月9日、大阪の弁護士ら17人が「紅麹サプリ被害救済弁護団」を結成したと発表した。全国から被害相談を募って補償交渉を進め、状況によっては訴訟も視野に入れるという[35]。

## 背景
機能性表示食品は、国が審査をするのではなく、企業に安全の責任が任され機能性を表示する制度であり、2013年に第2次安倍内閣が規制改革の一環として導入し、2015年から始まった。当初より安全性や機能性の根拠の貧弱さが指摘されたが、今回の事件はこれが表面化したとみる向きが多い。内閣府食品安全委員会なども、乾燥や抽出・濃縮して毎日摂取できるサプリメントは容易に多量を摂ってしまいがちなため注意喚起を行っていた。特定保健用食品（トクホ）であれば、安全性は食品安全委員会の厳しい審査があり、食品健康影響評価も行われる。
一方で機能性表示食品は、国はただガイドラインを示すだけであり、企業はそれに従い検証し消費者庁に届け出る。この制度での「安全性確認」はかなり低レベルで、ガイドラインでは「まず食経験の評価を行い、食経験に関する情報が不十分である場合には既存情報により安全性の評価を行う。食経験及び既存情報による安全性の評価でも不十分な場合には、安全性試験を実施し、安全性の評価を行う」となっている。食経験は、日本人のこれまでの食生活で食べられてきた実績を問うものだが、小林製薬が消費者庁に届け出た「安全評価シート」にはサプリメントの販売歴のみが記載されていた。この間に健康被害はなかったとされているが、健康被害の情報などはまず当該企業に入るため客観性がない。他にはマウスによる急性経口毒試験やラット90日間反復投与毒性試験、遺伝子毒性試験、ヒトでの臨床試験が記載されていたが、それらはOECDが定めたテストガイドラインから大きく逸脱したもので、信頼性の低いものに過ぎなかった。

## 謝罪
小林製薬は2024年4月6日頃からお詫びCMの放送を開始した。白バックに黒の文字テロップで謝罪文を載せたもの。また、公式サイトにて返金に関する旨の謝罪文を掲載した。
同年7月23日、小林製薬は臨時取締役会を開き、会長の小林一雅と社長の小林章浩が引責辞任する人事を決議。会長の辞任は同日付で、社長は8月8日付。後任の社長には山根聡専務を充てる。創業家以外の社長は初めて。
8月8日に開催された取締役会で、紅麹事業から撤退することを正式決定。

## 訴訟
- 2024年9月4日、「紅麹コレステヘルプ」を購入し服用したところ、薬剤性急性腎障害を発症した大阪府の男性が小林製薬に賠償を求める訴えを大阪地裁に提訴。紅麹を巡る一連の問題で賠償を求める提訴が行われたのは全国初[39]。